# A Woman's Vengeance
A Woman's Vengeance (bra Vingança Pérfida) é um filme de drama e suspense norte-americano de 1948, dirigido por Zoltan Korda, com roteiro escrito por Aldous Huxley, baseado no conto "Mortal Coils" de Charles Boyer,  e estrelado por Charles Boyer, Ann Blyth, Jessica Tandy, Cedric Hardwicke, Rachel Kempson e Mildred Natwick. Foi lançado pela Universal Pictures.

## Elenco
- Charles Boyer como Henry Maurier
- Ann Blyth como Doris Mead
- Jessica Tandy como Janet Spence
- Cedric Hardwicke como Dr. Libbard
- Mildred Natwick como Nurse Braddock
- Rachel Kempson como Emily